# Comunità ebraica di Casale Monferrato
La comunità ebraica di Casale Monferrato è una delle ventuno comunità ebraiche italiane riunite nell'UCEI.
Viene definita una comunità di piccole dimensioni e attualmente conta appena una decina di appartenenti. La comunità ha sede in vicolo Salomone Olper 44. Attuale presidente è Adriana Torre Ottolenghi.

## Storia
Le prime notizie sicure sulla presenza di ebrei in città risalgono agli anni immediatamente successivi al 1492, anno della diaspora spagnola.
La comunità ebraica di Casale Monferrato si sviluppa prima sotto i Paleologhi, poi sotto i Gonzaga nel XVI secolo e praticava come attività specialmente il commercio, anche su grande scala.

Nel 1640 la famiglia Jona divenne il fornitore ufficiale di frumento di tutta la città.

Nel 1708, in seguito alla fine della dominazione dei Gonzaga, la comunità passò sotto i Savoia, la cui politica di relativa tolleranza favorì la presenza ebraica nella regione, ma previde l'istituzione del ghetto nel 1723.
Nel 1761, secondo il Censimento generale, risultavano residenti nel ghetto 136 famiglie, pari a 673 persone.

Nel 1848 con lo Statuto albertino gli ebrei di Casale Monferrato ottennero l'emancipazione; nella cittadina vivevano allora 850 ebrei. In seguito la comunità andò assottigliandosi poiché molti preferirono stabilirsi nelle città industriali in espansione (specie Torino e Milano).
Casale Monferrato rimase comunque (con Torino, Alessandria e Vercelli) uno dei quattro principali centri della presenza in Piemonte, ufficialmente riconosciuti dalla legge Falco che nel 1930 riorganizzò le comunità ebraiche italiane.
Prima della Shoah si contavano ancora 112 appartenenti e residenti in città.
Nei primi anni della seconda guerra mondiale, tra il 1941 e il 1943, Casale Monferrato fu con Acqui Terme uno dei due comuni dell'Alessandrino designati come luogo di internamento libero per ebrei stranieri. Vi soggiornarono 7 persone in tutto, di origine croata o tedesca, che negli anni precedenti avevo trovato rifugio in Italia, stabilendosi a Genova o Trieste. Dopo l'8 settembre 1943, con l'occupazione tedesca, il gruppo dei profughi immediatamente lasciò il paese e si disperse; riusciranno quasi tutti a sfuggire alla cattura e alle deportazioni. Furono invece arrestati a Casale Monferrato e deportati 19 membri della locale comunità ebraica (il numero aumenta considerevolmente se si considerano anche i casalesi arrestati in altra località). Un memoriale, opera di Antonio Recalcati, ricorda nell'atrio della locale sinagoga i 59 ebrei di Casale e i 4 di Moncalvo deportati e morti nei campi di sterminio.

## Testimonianze della presenza ebraica

### Sinagoga
La sinagoga, di rito tedesco, ricca di arredi ed iscrizioni, è un esempio di barocco piemontese ed è considerata una delle più belle d'Italia. Fu edificata nel 1595 ed ampliata nel Settecento in seguito alla crescita della comunità. Nel 1868 la sinagoga fu ancora ulteriormente ampliata in seguito all'emancipazione, evento celebrato da un'iscrizione bilingue (ebraico-italiana) unica nel suo genere in Italia. Dopo un periodo di decadenza la sinagoga fu restaurata completamente nel 1969 dalla Soprintendenza ai monumenti della Regione Piemonte, che la dichiarò monumento nazionale.

### Museo
Situato all'interno degli edifici annessi alla Sinagoga, e in una parte del Matroneo, il museo conserva pezzi e documenti storici tra i quali si distinguono elementi decorativi dei rotoli della Legge (rimmonim e atarot). Sono inoltre conservati preziosi ed interessanti tessuti, ricamati a mano e finemente decorati.

### Mostra dei Lumi
Nel luogo dove anticamente sorgeva il Mikveh (vasca per il bagno di purificazione), e dove è ancora visibile l'antico forno delle Azzime, è stata allestita a partire dagli anni 2000 una Mostra permanente di Lumi di Chanukkah, unica nel suo genere. È possibile ammirare una ricca esposizione di Chanukkiot (i tipici candelabri a 9 bracci della Festa di Chanukkah), reinterpretate con vari materiali e forme, da numerosi artisti italiani e internazionali. Spicca, tra le varie opere, il nome di Emanuele Luzzati.

### Ghetto
I confini del ghetto, istituito nel 1723, sono ancor oggi perfettamente riconoscibili, tra via Balbo, Via Roma e Piazza San Francesco, con le case dai cortili comunicanti e i numerosi passaggi interni. In via Alessandria è possibile vedere il gancio, usato per la chiusura del ghetto, e l'immagine della Madonna, posta nel versante cristiano al confine con il quartiere ebraico.

### Cimiteri
Il cimitero vecchio, situato in via Negri, in uso fino al 1932 e poi abbandonato, conserva vecchie lapidi.
Il cimitero nuovo, tuttora in uso, con accesso all'incrocio tra via Negri e via Cardinal Massaia, si caratterizza per la presenza di svariate tombe monumentali.

## Rabbini capo
- Samuele Salomone Olper (1855 - 1859)
- Flaminio Servi (1872 - 1904)
- Aldo Lattes (1904 - 1909)
- Giuseppe Levi (1910 - 1917)
- Carlo Cesare Rocca (1917 - 1926)
- Ezechiele Segre (1926 - 1941)
- Raffaello Lattes (1942 - 1945)